# ONEFA 2004
La Liga Mayor de la ONEFA 2004 fue la septuagésima cuarta temporada de la máxima competencia de Fútbol Americano en México y la vigésimo sexta administrada por la Organización Nacional Estudiantil de Fútbol Americano. En esta temporada, la Liga Mayor estuvo compuesta por dos conferencias: la Conferencia de los 10 Grandes y la Conferencia Nacional, esta última dividida en dos grupos.
El campeón de la Conferencia de los 10 Grandes, y por lo tanto el campeón nacional, fueron los Borregos Salvajes del ITESM Monterrey. Mientras que las Águilas UACH ganaron la Conferencia Nacional, y por ende, el ascenso a la Conferencia de los 10 Grandes para la temporada 2005.

## Equipos participantes

### Conferencia de los 10 Grandes
| Equipo            | Institución                             | Estadio                        | Ciudad                                 | Head coach            |
| ----------------- | --------------------------------------- | ------------------------------ | -------------------------------------- | --------------------- |
| Águilas Blancas   | Instituto Politécnico Nacional          | Estadio Perros Negros          | Naucalpan de Juárez, Estado de México  | Jacinto Licea         |
| Auténticos Tigres | Universidad Autónoma de Nuevo León      | Estadio Gaspar Mass            | San Nicolás de los Garza, Nuevo León   | Edmundo Reyes         |
| Aztecas           | Universidad de las Américas Puebla      | Templo del Dolor               | Cholula, Puebla                        | Héctor Cuervo         |
| Borregos Salvajes | ITESM Campus Ciudad de México           | Disney Field                   | Ciudad de México                       | Mario Revuelta        |
| Borregos Salvajes | ITESM Campus Estado de México           | Corral de Plástico             | Atizapán de Zaragoza, Estado de México | Enrique Borda         |
| Borregos Salvajes | ITESM Campus Monterrey                  | Estadio Tecnológico            | Monterrey, Nuevo León                  | Frank González        |
| Borregos Salvajes | ITESM Campus Toluca                     | La Congeladora                 | Toluca, Estado de México               | Diego García Miravete |
| Frailes           | Universidad del Tepeyac                 | Deportivo Los Galeana          | Ciudad de México                       | Joaquín Juárez        |
| Pumas             | Facultad de Estudios Superiores Acatlán | FES Acatlán                    | Naucalpan de Juárez, Estado de México  | Luis Becerril         |
| Pumas             | Universidad Nacional Autónoma de México | Estadio Olímpico Universitario | Ciudad de México                       | Julio González        |

### Conferencia Nacional
| Equipo          | Institución                               | Estadio                       | Ciudad                                | Head coach             |
| Grupo A         | Grupo A                                   | Grupo A                       | Grupo A                               | Grupo A                |
| --------------- | ----------------------------------------- | ----------------------------- | ------------------------------------- | ---------------------- |
| Águilas         | Universidad Autónoma de Chihuahua         | Nido Águilas                  | Chihuahua, Chihuahua                  | Federico Landeros      |
| Centinelas      | Cuerpo de Guardias Presidenciales         | Estadio Joaquín Amaro         | Ciudad de México                      | Rodolfo Moreno         |
| Halcones        | Universidad Veracruzana                   | USBI Xalapa                   | Xalapa, Veracruz                      | José Luis Izquierdo    |
| Jaguares        | Universidad Regiomontana                  | Estadio Búfalos AFAIM         | Monterrey, Nuevo León                 | Ricardo Briones        |
| Potros Salvajes | Universidad Autónoma del Estado de México | Estadio Juan Josafat Pichardo | Toluca, Estado de México              | José Luis Trejo        |
| Toros Salvajes  | Universidad Autónoma Chapingo             | Estadio Palomo Ruiz Tapia     | Texcoco, Estado de México             | Genaro Arredondo       |
| Grupo B         |                                           |                               |                                       |                        |
| Correcaminos    | Universidad Autónoma de Tamaulipas        | Estadio Eugenio Alvizo Porras | Ciudad Victoria, Tamaulipas           | José Miguel Rodríguez  |
| Leones          | Universidad Anáhuac México Campus Sur     | Cuemanco                      | Ciudad de México                      | Buenaventura Domínguez |
| Lobos           | Universidad Autónoma de Coahuila          | Estadio Jorge Castro          | Saltillo, Coahuila                    | Héctor Toxqui          |
| Pieles Rojas    | Instituto Politécnico Nacional            | Estadio Perros Negros         | Naucalpan de Juárez, Estado de México | Marco Antonio Rueda    |
| Tecos           | Universidad Autónoma de Guadalajara       | Estadio 23 de Octubre         | Zapopan, Jalisco                      | José Antonio Moreno    |
| Zorros          | Instituto Tecnológico de Querétaro        | El Pocito                     | Querétaro, Querétaro                  | Héctor Ortiz Oviedo    |

## Standings

### Conferencia de los 10 Grandes
| Equipo                            | Récord | Cociente |
| --------------------------------- | ------ | -------- |
| Borregos Salvajes ITESM CEM       | 9 – 0  | 1.000    |
| Borregos Salvajes ITESM Monterrey | 7 – 2  | 0.778    |
| Borregos Salvajes ITESM Toluca    | 7 – 2  | 0.778    |
| Aztecas UDLAP                     | 6 – 3  | 0.667    |
| Auténticos Tigres UANL            | 5 – 4  | 0.556    |
| Águilas Blancas IPN               | 4 – 5  | 0.444    |
| Borregos Salvajes ITESM CCM       | 3 – 6  | 0.333    |
| Pumas UNAM                        | 2 – 7  | 0.222    |
| Frailes UT                        | 2 – 7  | 0.222    |
| Pumas Acatlán                     | 0 – 9  | 0.000    |

     Clasificado a Postemporada
     Desciende a la Conferencia Nacional

### Conferencia Nacional
| Grupo A                 | Grupo A | Grupo A  | Grupo A | Grupo A | Grupo A |
| Equipo                  | Récord  | Cociente |         |         |         |
| ----------------------- | ------- | -------- | ------- | ------- | ------- |
| Águilas UACH            | 7 – 0   | 1.000    |         |         |         |
| Centinelas CGP          | 6 – 1   | 0.857    |         |         |         |
| Potros Salvajes UAEM    | 3 – 4   | 0.429    |         |         |         |
| Jaguares UR             | 3 – 4   | 0.429    |         |         |         |
| Halcones UV             | 1 – 6   | 0.143    |         |         |         |
| Toros Salvajes Chapingo | 0 – 7   | 0.000    |         |         |         |
| Grupo B                 |         |          |         |         |         |
| Equipo                  | Récord  | Cociente |         |         |         |
| Correcaminos UAT        | 5 – 2   | 0.714    |         |         |         |
| Leones Anáhuac Sur      | 5 – 2   | 0.714    |         |         |         |
| Pieles Rojas IPN        | 5 – 2   | 0.714    |         |         |         |
| Lobos UAC               | 5 – 2   | 0.714    |         |         |         |
| Zorros ITQ              | 2 – 5   | 0.286    |         |         |         |
| Tecos UAG               | 0 – 7   | 0.000    |         |         |         |

     Clasificado a Postemporada

## Temporada regular
| Semana 1                | Semana 1 | Semana 1           | Semana 1  | Semana 1               | Semana 1              |
| Fecha                   | Hora     | Visitante          | Resultado | Local                  | Estadio               |
| ----------------------- | -------- | ------------------ | --------- | ---------------------- | --------------------- |
| 3 de septiembre de 2004 | 19:00    | Pumas Acatlán      | 0–53      | Auténticos Tigres UANL | Estadio Gaspar Mass   |
| 4 de septiembre de 2004 | 12:00    | Pumas UNAM         | 6–30      | Aztecas UDLAP          | Templo del Dolor      |
| 4 de septiembre de 2004 | 12:00    | Borregos CEM       | 36–12     | Frailes UT             | Deportivo Los Galeana |
| 4 de septiembre de 2004 | 12:00    | Borregos CCM       | 0–22      | Borregos Toluca        | La Congeladora        |
| 4 de septiembre de 2004 | 14:00    | Borregos Monterrey | 28–21     | Águilas Blancas IPN    | Estadio Perros Negros |

| Semana 2                 | Semana 2 | Semana 2               | Semana 2  | Semana 2            | Semana 2              |
| Fecha                    | Hora     | Visitante              | Resultado | Local               | Estadio               |
| ------------------------ | -------- | ---------------------- | --------- | ------------------- | --------------------- |
| 10 de septiembre de 2004 | 19:00    | Borregos Toluca        | 29–55     | Borregos Monterrey  | Estadio Tecnológico   |
| 11 de septiembre de 2004 | 12:00    | Auténticos Tigres UANL | 13–20 TE  | Frailes UT          | Deportivo Los Galeana |
| 11 de septiembre de 2004 | 12:00    | Pumas UNAM             | 7–56      | Borregos CEM        | Corral de Plástico    |
| 11 de septiembre de 2004 | 12:00    | Borregos CCM           | 14–38     | Aztecas UDLAP       | Templo del Dolor      |
| 11 de septiembre de 2004 | 14:00    | Pumas Acatlán          | 7–49      | Águilas Blancas IPN | Estadio Perros Negros |

| Semana 3                 | Semana 3 | Semana 3            | Semana 3  | Semana 3               | Semana 3                       |
| Fecha                    | Hora     | Visitante           | Resultado | Local                  | Estadio                        |
| ------------------------ | -------- | ------------------- | --------- | ---------------------- | ------------------------------ |
| 17 de septiembre de 2004 | 19:00    | Águilas Blancas IPN | 6–37      | Auténticos Tigres UANL | Estadio Gaspar Mass            |
| 18 de septiembre de 2004 | 11:00    | Pumas Acatlán       | 9–32      | Pumas UNAM             | Estadio Olímpico Universitario |
| 18 de septiembre de 2004 | 12:00    | Borregos Toluca     | 20–24     | Borregos CEM           | Corral de Plástico             |
| 18 de septiembre de 2004 | 19:00    | Aztecas UDLAP       | 0–24      | Borregos Monterrey     | Estadio Tecnológico            |
| 18 de septiembre de 2004 | 19:00    | Frailes UT          | 16–17     | Borregos CCM           | Disney Field                   |

| Semana 4                 | Semana 4 | Semana 4               | Semana 4  | Semana 4        | Semana 4                       |
| Fecha                    | Hora     | Visitante              | Resultado | Local           | Estadio                        |
| ------------------------ | -------- | ---------------------- | --------- | --------------- | ------------------------------ |
| 24 de septiembre de 2004 | 15:00    | Borregos Monterrey     | 58–0      | Pumas Acatlán   | FES Acatlán                    |
| 25 de septiembre de 2004 | 11:00    | Águilas Blancas IPN    | 43–18     | Pumas UNAM      | Estadio Olímpico Universitario |
| 25 de septiembre de 2004 | 12:00    | Frailes UT             | 25–47     | Borregos Toluca | La Congeladora                 |
| 25 de septiembre de 2004 | 12:00    | Auténticos Tigres UANL | 12–24     | Aztecas UDLAP   | Templo del Dolor               |
| 25 de septiembre de 2004 | 19:00    | Borregos CEM           | 20–10     | Borregos CCM    | Disney Field                   |

| Semana 5             | Semana 5 | Semana 5            | Semana 5  | Semana 5               | Semana 5                       |
| Fecha                | Hora     | Visitante           | Resultado | Local                  | Estadio                        |
| -------------------- | -------- | ------------------- | --------- | ---------------------- | ------------------------------ |
| 1 de octubre de 2004 | 15:00    | Borregos CCM        | 14–0      | Pumas Acatlán          | FES Acatlán                    |
| 1 de octubre de 2004 | 16:00    | Borregos Toluca     | 24–7      | Pumas UNAM             | Estadio Olímpico Universitario |
| 1 de octubre de 2004 | 19:00    | Borregos CEM        | 24–23     | Auténticos Tigres UANL | Estadio Gaspar Mass            |
| 1 de octubre de 2004 | 19:00    | Frailes UT          | 7–49      | Borregos Monterrey     | Estadio Tecnológico            |
| 2 de octubre de 2004 | 12:00    | Águilas Blancas IPN | 20–30     | Aztecas UDLAP          | Templo del Dolor               |

| Semana 6             | Semana 6 | Semana 6               | Semana 6  | Semana 6            | Semana 6                       |
| Fecha                | Hora     | Visitante              | Resultado | Local               | Estadio                        |
| -------------------- | -------- | ---------------------- | --------- | ------------------- | ------------------------------ |
| 8 de octubre de 2004 | 19:00    | Auténticos Tigres UANL | 34–13     | Borregos CCM        | Disney Field                   |
| 9 de octubre de 2004 | 11:00    | Borregos Monterrey     | 35–6      | Pumas UNAM          | Estadio Olímpico Universitario |
| 9 de octubre de 2004 | 12:00    | Borregos CEM           | 34–24     | Águilas Blancas IPN | Estadio Perros Negros          |
| 9 de octubre de 2004 | 12:00    | Pumas Acatlán          | 25–28     | Frailes UT          | Deportivo Los Galeana          |
| 9 de octubre de 2004 | 19:00    | Aztecas UDLAP          | 7–25      | Borregos Toluca     | La Congeladora                 |

| Semana 7              | Semana 7 | Semana 7        | Semana 7  | Semana 7               | Semana 7              |
| Fecha                 | Hora     | Visitante       | Resultado | Local                  | Estadio               |
| --------------------- | -------- | --------------- | --------- | ---------------------- | --------------------- |
| 15 de octubre de 2004 | 15:00    | Borregos Toluca | 35–0      | Pumas Acatlán          | FES Acatlán           |
| 15 de octubre de 2004 | 19:00    | Borregos CCM    | 3–48      | Borregos Monterrey     | Estadio Tecnológico   |
| 16 de octubre de 2004 | 12:00    | Aztecas UDLAP   | 3–37      | Borregos CEM           | Corral de Plástico    |
| 16 de octubre de 2004 | 12:00    | Frailes UT      | 14–46     | Águilas Blancas IPN    | Estadio Perros Negros |
| 16 de octubre de 2004 | 14:00    | Pumas UNAM      | 13–31     | Auténticos Tigres UANL | Estadio Gaspar Mass   |

| Semana 8              | Semana 8 | Semana 8               | Semana 8  | Semana 8            | Semana 8              |
| Fecha                 | Hora     | Visitante              | Resultado | Local               | Estadio               |
| --------------------- | -------- | ---------------------- | --------- | ------------------- | --------------------- |
| 22 de octubre de 2004 | 15:00    | Aztecas UDLAP          | 83–0      | Pumas Acatlán       | FES Acatlán           |
| 23 de octubre de 2004 | 11:40    | Borregos CEM           | 31–27     | Borregos Monterrey  | Estadio Tecnológico   |
| 23 de octubre de 2004 | 12:00    | Pumas UNAM             | 17–16     | Frailes UT          | Deportivo Los Galeana |
| 23 de octubre de 2004 | 12:00    | Borregos CCM           | 20–38     | Águilas Blancas IPN | Estadio Perros Negros |
| 23 de octubre de 2004 | 12:00    | Auténticos Tigres UANL | 17–20     | Borregos Toluca     | La Congeladora        |

| Semana 9              | Semana 9 | Semana 9            | Semana 9  | Semana 9               | Semana 9            |
| Fecha                 | Hora     | Visitante           | Resultado | Local                  | Estadio             |
| --------------------- | -------- | ------------------- | --------- | ---------------------- | ------------------- |
| 29 de octubre de 2004 | 19:00    | Borregos Monterrey  | 17–18     | Auténticos Tigres UANL | Estadio Gaspar Mass |
| 30 de octubre de 2004 | 12:00    | Frailes UT          | 20–49     | Aztecas UDLAP          | Templo del Dolor    |
| 30 de octubre de 2004 | 12:00    | Pumas Acatlán       | 21–63     | Borregos CEM           | Corral de Plástico  |
| 30 de octubre de 2004 | 12:00    | Águilas Blancas IPN | 41–53     | Borregos Toluca        | La Congeladora      |
| 30 de octubre de 2004 | 18:00    | Pumas UNAM          | 16–20     | Borregos CCM           | Disney Field        |

## Postemporada

### Conferencia de los 10 Grandes
|  | Semifinales | Semifinales        | Semifinales |              |    | Final              | Final | Final |  |
|  |             |                    |             |              |    |                    |       |       |  |
|  |             |                    |             |              |    |                    |       |       |  |
|  | 3           | Borregos Toluca    | 14          |              |    |                    |       |       |  |
|  | 3           | Borregos Toluca    | 14          |              |    |                    |       |       |  |
|  | 2           | Borregos Monterrey | 16          |              |    |                    |       |       |  |
|  | 2           | Borregos Monterrey | 16          |              | 2  | Borregos Monterrey | 45    |       |  |
|  |             |                    |             |              | 2  | Borregos Monterrey | 45    |       |  |
|  |             |                    | 1           | Borregos CEM | 22 |                    |       |       |  |
|  | 4           | Aztecas UDLAP      | 1           | Borregos CEM | 22 | 22                 |       |       |  |
|  | 4           | Aztecas UDLAP      |             |              |    | 22                 |       |       |  |
|  | 1           | Borregos CEM       | 27          |              |    |                    |       |       |  |
|  | 1           | Borregos CEM       | 27          |              |    |                    |       |       |  |
|  |             |                    |             |              |    |                    |       |       |  |

### Conferencia Nacional
Los playoffs se jugaron entre los mejores cuatro equipos de los dos grupos.
|  | Semifinales | Semifinales        | Semifinales |              |    | Final          | Final | Final |  |
|  |             |                    |             |              |    |                |       |       |  |
|  |             |                    |             |              |    |                |       |       |  |
|  | 2           | Centinelas CGP     | 19          |              |    |                |       |       |  |
|  | 2           | Centinelas CGP     | 19          |              |    |                |       |       |  |
|  | 3           | Correcaminos UAT   | 3           |              |    |                |       |       |  |
|  | 3           | Correcaminos UAT   | 3           |              | 2  | Centinelas CGP | 21    |       |  |
|  |             |                    |             |              | 2  | Centinelas CGP | 21    |       |  |
|  |             |                    | 1           | Águilas UACH | 24 |                |       |       |  |
|  | 4           | Leones Anáhuac Sur | 1           | Águilas UACH | 24 | 21             |       |       |  |
|  | 4           | Leones Anáhuac Sur |             |              |    | 21             |       |       |  |
|  | 1           | Águilas UACH       | 55          |              |    |                |       |       |  |
|  | 1           | Águilas UACH       | 55          |              |    |                |       |       |  |
|  |             |                    |             |              |    |                |       |       |  |

## Premios
Al final de la temporada, la ONEFA entregó reconocimientos a lo mejor de la temporada. La ceremonia se llevó a cabo en Polanco, Ciudad de México.

### Conferencia de los 10 Grandes
- Mejor jugador ofensivo: Horacio Juárez (QB, Águilas Blancas IPN)
- Mejor jugador defensivo: Jorge Valdez (LB, Auténticos Tigres UANL)
- Novato del año: René Molina (RB, Borregos Salvajes ITESM Monterrey)
- Mejor entrenador: Frank González (Borregos Salvajes ITESM Monterrey)

### Conferencia Nacional
- Mejor jugador ofensivo: Carlos Humberto Hernández (QB, Águilas UACH)
- Mejor jugador defensivo: Jairo Saavedra (DE, Centinelas CGP)
- Novato del año: Elioenai Solis (Leones Anáhuac Sur)
- Mejor entrenador: Federico Landeros (Águilas UACH)